# Ère Shōka
L'ère Shōka (正嘉) est une des ères du Japon (年号, nengō, lit. « nom de l'année ») après l'ère Kōgen et avant l'ère Shōgen. Cette ère couvre la période allant du mois de mars 1257 au mois de mars 1259. L'empereur régnant est Go-Fukakusa-tennō (後深草天皇).

## Changement d'ère
- 1257 Shōka gannen (正嘉元年?) : Le nom de la nouvelle ère est créé pour marquer un événement ou une succession d'événements. La précédente ère se termine quand commence la nouvelle, en Kōgen 2.

## Événements de l'ère Shōka
- 1257 (Shōka 1) : Grande pandémie[3].

| Shōka     | 1re  | 2e   | 3e   |
| Grégorien | 1257 | 1258 | 1259 |